# San Marino op de Olympische Winterspelen 1976
Tijdens de Olympische Winterspelen van 1976, die in Innsbruck (Oostenrijk) werden gehouden, nam San Marino voor de eerste keer deel.

## Deelnemers en resultaten

### Alpineskiën
| Olympiër            | Discipline       | Resultaat | Prestatie                          |
| ------------------- | ---------------- | --------- | ---------------------------------- |
| Maurizio Battistini | reuzenslalom (m) | dnf-2     | opgave run 2                       |
| Maurizio Battistini | slalom (m)       | dnf-1     | opgave run 1                       |
| Giorgio Cecchetti   | reuzenslalom (m) | 51e       | 5.18,17 (+1.51,20) 2.37,15+2.41,02 |

Andorra · Argentinië · Australië · België · Bondsrepubliek Duitsland · Bulgarije · Canada · Chili · Duitse Democratische Republiek · Finland · Frankrijk · Griekenland · Groot-Brittannië · Hongarije · IJsland · Iran · Italië · Japan · Joegoslavië · Libanon · Liechtenstein · Nederland · Nieuw-Zeeland · Noorwegen · Oostenrijk · Polen · Roemenië · San Marino · Sovjet-Unie · Spanje · Taiwan · Tsjecho-Slowakije · Turkije · Verenigde Staten · Zuid-Korea · Zweden · Zwitserland